# نادور
نادور (به لاتین: Nadur) یک منطقهٔ مسکونی در مالت است. نادور ۷٫۲ کیلومتر مربع مساحت و ۴٬۵۰۹ نفر جمعیت دارد.

## خواهرخوانده
شهر باونو خواهرخواندهٔ نادور هست.